# Kristian Ipsen
Kristian Bettega Ipsen (Walnut Creek, 21 de enero de 1980) es un deportista estadounidense que compitió en saltos de trampolín.
Participó en dos Juegos Olímpicos de Verano en los años 2012 y 2016, obteniendo una medalla de bronce en Londres 2012 en la prueba sincronizada. En los Juegos Panamericanos de 2011 consiguió una medalla de plata.
Ganó una medalla de plata en el Campeonato Mundial de Natación de 2009.

## Palmarés internacional
| Juegos Olímpicos     | Juegos Olímpicos      | Juegos Olímpicos  | Juegos Olímpicos     |
| Año                  | Lugar                 | Medalla           | Prueba               |
| -------------------- | --------------------- | ----------------- | -------------------- |
| 2012                 | Londres (Reino Unido) | Medalla de bronce | Trampolín 3 m sincro |
| Campeonato Mundial   |                       |                   |                      |
| Año                  | Lugar                 | Medalla           | Prueba               |
| 2009                 | Roma (Italia)         | Medalla de plata  | Trampolín 3 m sincro |
| Juegos Panamericanos |                       |                   |                      |
| Año                  | Lugar                 | Medalla           | Prueba               |
| 2011                 | Guadalajara (México)  | Medalla de plata  | Trampolín 3 m sincro |